# Jasieniowa
Die Jasieniowa ist ein Berg in Polen. Er liegt auf dem Gemeindegebiet von Goleszów. Mit einer Höhe von 521 m ist er einer der höheren Berge des Schlesischen Vorgebirges. Der Berg liegt an den nordwestlichen Ausläufern der Schlesischen Beskiden.

## Tourismus
Der Berg kann auf markierten Wegen von Ustroń und Goleszów erreicht werden. 